# Roy Khan
Roy Sætre Khantatat, född 12 mars 1970 i Elverum, Hedmark fylke, är en norsk sångare, låtskrivare och musikproducent. Bättre känd som Roy Khan, eller helt enkelt Khan, var han sångare i det amerikanska symfoniska metal-bandet Kamelot från 1997 till 2011. Han skrev de flesta av Kamelots låtar tillsammans med bandets gitarrist och grundare, Thomas Youngblood. Innan han kom till Kamelot, var Khan sångare i det norska progressiva metal-bandet Conception från 1991 till 1997 då bandet upplöstes.

## Biografi
Khan har en norsk mor och en thailändsk far. Under sina skolår förkortade han sitt efternamn "Khantatat" till "Khan", som han fann enklare att använda. Khan började sjunga i ung ålder, och efter examen från gymnasiet studerade Khan opera i tre år.
Efter att ha avslutat sina operastudier, blev Khan sångare i det norska progressiva metal-bandet Conception, efter att den tidigare sångaren slutade 1991.
År 1997 rekryterades Khan av Kamelot-grundaren Thomas Youngblood efter att bandets tidigare vokalist sparkades. I september 2010 fick Khan ett sammanbrott och kollapsade under de sista repetitionerna inför den kommande turnén. Inledningsvis valde bandet att genomföra turnén med en ersättare, men bestämde sig senare för att skjuta upp den nordamerikanska turnén helt medan Khan återhämtade sig. Turnén genomfördes så småningom med Rhapsody of Fire-sångaren Fabio Lione.
21 april 2011 meddelade Khan själv sin avgång från bandet i sin blogg, och Kamelot gav det formella meddelandet dagen efter. I meddelandet skrev Youngblood att Khan hade fått mycket tid att fatta beslutet och bandet respekterade det.

## Diskografi (urval)
Studioalbum med Conception
- The Last Sunset (1991)
- Parallel Minds (1993)
- In Your Multitude (1995)
- Flow (1997)
- My Dark Symphony (EP, 2018)
- State of Deception (2020)

Studioalbum med Kamelot
- Siége Perilous (1998)
- The Fourth Legacy (1999)
- Karma (2001)
- Epica (2003)
- The Black Halo (2005)
- Ghost Opera (2007)
- Poetry for the Poisoned (2010)